# ウィルミントン・ブルーロックス
ウィルミントン・ブルーロックス(Wilmington Blue Rocks) は、アメリカ合衆国デラウェア州ウィルミントンを本拠地としている、ワシントン・ナショナルズ傘下Aアドバンスド級のマイナーリーグのプロ野球チーム。サウス・アトランティックリーグ北地区に所属している。本拠地球場はダニエル・S・フローリー・スタジアム。

## 選手名鑑

### 過去の主な所属選手
- エリック・ホズマー
- マイク・ムスタカス
- ルーク・ホッチェバー
- ジョニー・デイモン
- マイク・スウィーニー
- キラ・カアイフエ
- ウィット・メリフィールド
- ヨルダノ・ベンチュラ
- サルバドール・ペレス
- アレックス・ゴードン
- ジャロッド・ダイソン
- ウィル・マイヤーズ